# 宋应星
宋应星（1587年—约1666年），字长庚，明朝著名发明家。江西南昌府奉新县北乡雅溪牌坊宋家（今宋埠镇牌楼村）人，汉族江右民系。英國漢學家與歷史學家李約瑟稱他為「中國的狄德羅」。

## 生平
宋家的族谱描绘宋应星為一名天资敏悟、到晚明仍然矢志问学的人。童年时期的宋应星与其兄宋应昇同在叔祖宋和庆开办的家塾中就读，先师于族叔宋国祚，后学于新建举人邓良知。
明萬曆四十三年（西元1615年），二十九歲的宋應星與兄長宋应昇一同參加江西省鄉試，全省有1万余人应试，考中录取109人，奉新县仅宋氏兄弟二人中舉，時人稱為「奉新二宋」。宋應星名列乡试榜第三，宋应昇名列第六。
後來他前後5次應試，1616年、1619年、1623年、1627年、1631年，皆不第。感於「士子埋首四書五經，飽食終日，卻不知糧米如何而來；身著絲衣，卻不解蠶絲如何飼育織造」，这五次赴京赶考，行程万里，也大大加深了宋應星对底层社会认识与见识广博。
崇禎七年（1634年）任江西分宜教諭（縣學教師），開始編著《天工开物》，崇禎十年（1637年）四月写成，由友人涂伯聚發行。被欧洲学者称为「技术的百科全书」。
崇祯九年（1636年）武官陈启新强行穿过等待上奏的群臣，在紫禁城东门挑起一阵喧哗，吸引皇帝注意并上奏《论天下三大病根》，痛斥大明面临军事威胁，却将军人排除政府事务之外。皇帝封陈启新为吏部给事中（正四品），引发朝野争议。声讨不乏宋应星学友姜曰广。宋应星认为陈启新言之有理，朝野上下包括并学友出於错误的理由敌视他。宋斥之为「此千秋遇合奇事」，乃「炊灯具草，继以诘朝」，愤而疾书而成《野议》。  
崇祯十一年（公元1638年），在教谕岗位上考绩优异，提拔为福建汀州府推官。1640年辞官归乡。
崇禎十六年（1643年），前往安徽亳州就任知州，州內因戰亂破壞，官員大多出走，百廢待舉。幾經努力重建，使之粗具規模，又捐資建立書院。甲申（1644年）年，亳州被李自成軍包圍，宋應星棄官回鄉。明朝覆滅，曾在南明任職。清兵南下，1646年大哥宋應昇服毒殉國，宋應星隱居不仕。1655年，宋应星草成了其兄的《宋应升传》。史书没有明确记载宋应星的去世日期，然而据《宋应星评传》作者潘吉星估计，宋应星约在1666年辞世。1666年宋應星去世，享年80岁，葬于本村戴家园祖墓侧。《天工开物》曾经失佚，期间被丁文江重新发现，自此《天工开物》广泛流传，成为了记录中国传统科学与科技的巨著。宋应星被李约瑟尊为“中国的狄德罗”。他的其余四部着作皆在1976年重印。
著述多佚，約1976年前，在中国发现了宋应星的《野议》、《谈天》、《论气》、《思怜》四部著作。

## 著作
宋應星著作等身，其中以《天工開物》最出名。分上、中、下3部，原有20卷，只刊刻18卷。他流传的著作有：
- 《野议》
- 《论气》
- 《谈天》
- 《思怜诗》

以下是失传的著作：
- 《画音归正》
- 《厄言十种》
- 《美利笺》
- 《觀象》
- 《乐律》
- 《杂色文》
- 《原耗》

## 家世
宋氏祖先为農民，家族鼎盛在宋应星的曾祖父宋景。明朝正德、嘉靖年间，宋景累官吏部尚书、工部尚书，后改兵部尚书。入为左都御史，官至正二品。
祖父宋承庆，字道征，县学禀膳生员。
父宋国霖，字汝润，号巨川，庠生。
据薜凤教授考证，「宋氏家族的田产有二十户佃户，大约200人左右，因而是中等水平的土地拥有者。按照17世纪三十年代族谱修订者宋应星之长兄的说法，这个家庭后来遭遇了灾难。一场大火烧毁了家里的住宅，重修住宅让家庭陷入艰难的困境」。
兄弟4人，胞兄宋应升，同父异母兄宋应鼎、弟宋应晶。
宋应星有两个儿子，长子宋士慧，字静生，次子宋士意，字诚生。

## 写作
宋应星有不少著作经已失佚，传世的有《野议》、《天工开物》、《论天》、《论气》、《思怜诗》。当中《天工开物》声名至隆。《天工开物》不是单独而立，而是宋应星系列写作的一部分。这首先显示在著作内及着作间的编排，《天工开物》的序：「卷分前后，乃『贵五谷而贱金玉』之义」宋应星是沿着一个主旨（『义』）来编排内容的，他不是按难易将技术分等编排，而是按一个非常传统的原则：「生存之需先于奢华尤物。」他遵循此一原则时「没有用传统的学术方式来简单地对不同知识领域做价值评判。这意味着，关于『物』与『事』的知识，宋应星是本着『由本及末』的原则，来理解它们如何彼此相关并给世界带来秩序。」 
每一部宋应星的著作都体现了思想的一个面向：
1. 《画音归正》确证他作为一个县学教师对书面文献知识的精通，以及对自己的职业身份和社会身份的认同。
2. 在政论《野议》中，宋应星将自己与一个文人官员的理想连在一起：他有为国家和社会献身的理想，但因政治躁动、社会混乱，自己因而被理想和现实之间的落差撕裂。
3. 诗集《思怜诗》中提出自己的审美理想，表明他从一个满腔热忱地追求仕途、立志为国家服务的人变为一个作出让步的学者，他虽然对自己的命运处境心存不满，却仍然充满激情地捍卫读书人的价值观。
4. 《论气》体现了他对佛教的看法，以及他与“气”理论的泰山北斗张载在思想上的多重关联。《论气》中的宋应星是自然事象精细的观察者、谨慎的分析者。
5. 他的《谈天》一文表明，他是一位一以贯之的理论家。他的目标在于去揭示当时现实政治中荒谬，他的政治态度充斥着道德评判，认为儒家对天的态度是非理性的（「儒者言事应以日食为天变之大者，……，事应又何如也？」）。
6. 《天工开物》表明他是一个具有天马行空般自由思想的人，在构成物质环境的“物”与“事”中去寻找秩序。

## 纪念命名
宋应星纪念馆在江西奉新县狮山大道。现今奉新县主干道命名为「应星北大道」和「应星南大道」。

## 研究書目
- 潘吉星：《宋应星评传》（南京：南京大学出版社，1990）。
- 薛凤：《工开万物：17世纪中国的知识与技术》（江苏: 江苏人民出版社，2015）。